# 위키교육재단

위키교육재단(Wiki Education Foundation, 약칭 Wiki Ed)은 캘리포니아주 샌프란시스코에 기반을 둔 501(c)(3) 비영리 조직이다. 캐나다와 미국의 교육자들이 위키백과를 교과 과정에 통합하도록 촉진하는 위키백과 교육 프로그램을 운영한다.

## 역사
위키백과 교육 프로그램은 2010년에 시작되었다. 위키백과 교육 프로그램은 2013년에 통합되었으며, 위키미디어 재단이 위키백과와 관련된 학술 연구 및 교육을 촉진하기 위한 추가 프로그램에서 시작한 프로세스이다. 501(c)(3) 자선 지위를 부여받았다.
2014년 2월, 위키미디어 재단(WMF)과 위키 교육 재단은 이전에 WMF에서 프로그램의 수석 이사를 역임한 프랭크 슐렌버그를 조직의 첫 번째 전무 이사로 고용한다고 발표했다.